# Rádio Globo Maceió
Rádio Globo Maceió foi uma emissora de rádio brasileira sediada em Maceió, capital do estado de Alagoas. Operava no dial AM, na frequência 710 MHz, e era afiliada à Rádio Globo, sendo pertencente ao Sistema O Jornal de Comunicação, que era administrado pelo empresário João Lyra.

## História
Por iniciativa da Arquidiocese de Maceió, é fundada a Rádio Palmares de Alagoas em 8 de fevereiro de 1962. Sua sede era localizada ao lado da Catedral Metropolitana de Maceió. Posteriormente, a rádio foi repassada para o ex-governador José de Medeiros Tavares e ao Sistema Verdes Mares.
Em 1986, passa a se chamar Rádio Paraíso e seu controle é assumido pela Igreja Adventista do Sétimo Dia, sob a direção do vereador João Luiz. Por último, a concessão foi assumida pelo empresário e ex-deputado João Lyra, integrando ao Sistema O Jornal de Comunicação. Em 2001, passa a se chamar Rádio Jornal. Em 22 de dezembro de 2011, a Rádio Jornal ganha novos estúdios e passa a ser sediada junto com os demais veículos de comunicação do conglomerado. Em 2012, funcionários do Sistema O Jornal de Comunicação reclamaram publicamente de atrasos de salários em decorrência da crise dos empreendimentos do Grupo João Lyra.
Em 30 de março de 2015, os funcionários da Rádio Jornal entraram em greve. A programação da emissora foi suspensa às 18h, passando a executar música e intervalos comerciais. Em junho de 2015, a emissora é arrendada ao deputado federal Cícero Almeida, um investimento de R$ 4,5 milhões, sendo R$ 2 milhões pela concessão e mais R$ 2,5 milhões em dívidas trabalhistas, impostos e débito com fornecedores. A emissora já possuía dívida de mais de R$ 500 mil reais. Apesar do contrato assinado, Cícero não assumiu a administração da emissora e os valores não foram cumpridos. Ainda em crise, o grupo anuncia em outubro afiliação com a Rádio Globo.
A Rádio Globo Maceió estreou em 4 de novembro de 2015. A emissora produzia 30% de conteúdo local e manteve a mesma equipe anterior, enquanto concluía o pagamento de salários atrasados. No início de dezembro, a rádio foi devolvida a João Lyra, que naquele momento já possuía mais de seiscentos mil reais em dívidas.
Em protesto, funcionários bloquearam uma avenida próxima da emissora e registraram toda a situação enfrentada pela rádio, enviando o material para a Rádio Globo no Rio de Janeiro. Uma iniciativa de greve também foi sinalizada.
Em abril de 2016, o locutor Antônio Guimarães, integrante do Timaço da Globo, deixa a Rádio Globo devido ao atraso de salário. Ele afirmou que estava com 9 meses de atraso nos pagamentos, além de dois anos sem receber o décimo-terceiro salário. No mesmo mês, a emissora sai do ar devido a um débito com o proprietário do terreno onde estavam localizados os transmissores — o Grupo Edson Queiroz. Uma ordem judicial lacrou os equipamentos da rádio até a quitação da dívida. Em negociação, o diretor Washington Miranda afirmou que os vencimentos iriam ser pagos até o final do mês de maio. A Rádio Globo continuou suas transmissões pela internet, mas já no fim do mês deixou de transmitir a programação.
Sem retornar ao ar, em maio de 2016, funcionários da emissora iniciaram ação coletiva na justiça para receber os pagamentos atrasados. De acordo com o Jornal Extra de Alagoas, as dívidas com o prédio alugado que abrigava a rádio e com o terreno dos equipamentos não foram quitadas até aquele momento.